# كارميلو فالنسيا
كارميلو فالنسيا (الكورية: 카르멜로 발렌시아) (بالإسبانية: Carmelo Valencia) هو لاعب كرة قدم كولومبي وكوري جنوبي في مركز الهجوم، ولد في 13 يوليو 1984 في Tutunendo ‏ في كولومبيا. شارك مع منتخب كولومبيا لكرة القدم. أما مع النوادي، فقد لعب مع أتلتيكو ناسيونال وأولسان هيونداي وإنديبنديينتي سانتا في وديبورتيفو باستو وديبورتيفو كالي ومانشستر يونايتد ونادي تيانجين تيدا ونادي ميلوناريوس ونيولز أولد بويز.

## وصلات خارجية
- كارميلو فالنسيا على موقع دوري كوريا الجنوبية (الإنجليزية)
- كارميلو فالنسيا على موقع قاعدة بيانات كرة القدم.إي يو (الإنجليزية)
- كارميلو فالنسيا على موقع ناشيونال فوتبول تيمز (الإنجليزية)
- كارميلو فالنسيا على موقع Soccerway.com (الإنجليزية)